# Лука Сапіга
Лука Сапіга (пол. Lukasz Sapieha; бл. 1552 — 1626) — заможний шляхтич Київщини часів Речі Посполитій.

## Життєпис
Походив із руського шляхетського роду Сапіг гербу Лис. Стосовно походження Луки деякий час панували дискусії. Одні розглядали його як сина Федора (Фридриха) або Павла Сапіг і відповідно онука Івана Семеновича Сапіги. Втім, ґрунтовні дослідження довели, що Лука був сином Михайла Івановича Сапіги й онуком Івана Богдановича Сапіги (воєводи вітебського).
Мав незначну кар'єру, більше уваги приділяв розвитку власних маєтностей. Між 1594 та 1597 роками оженився із Софією, донькою на той час померлого Філона Кміти. 1596 році стає дворянином господарським. Лука Сапіга допоміг дружині поділити родинний спадок з її сестрою Богданою, дружиною князя Юрія Друцького-Гірського, після смерті їхнього брата Лазаря (що сталося у 1594 році). Як наслідок, дружині дісталась Чорнобильська волость. Згодом набув титулу графа, проте обставини цього невідомі. З початку 1600-х років підписувався як граф на Чорнобилі. Також був власником Товстого Лісу.
1613 році дружина Сапіги змогла отримати від сестри рештку спадку, оскільки та на той час овдовіла та не мала дітей. Це була Веледницька волость та маєтності Замисловичі, Рокитне, Антонів, Мокалевичі, Веприн (Сапіга перейменував його на Лукашів).
Невідомо, за яких обставин навернувся до католицтва. Надалі був фундатором костелів, зокрема разом з дружиною заснував домініканський монастир у Чорнобилі. 1623 року продав Рокитне роду представникові Гойських. 1624 року померла дружина Сапіги, а 1625 року — єдиний син Самійло. Після цього відписав Замисловичі єзуїтам Вінниці, а решту майна заповів родичеві Леву Сапізі. 
Помер Лука Сапіга 1626 року.